# 나가사키현립 가미쓰시마 고등학교

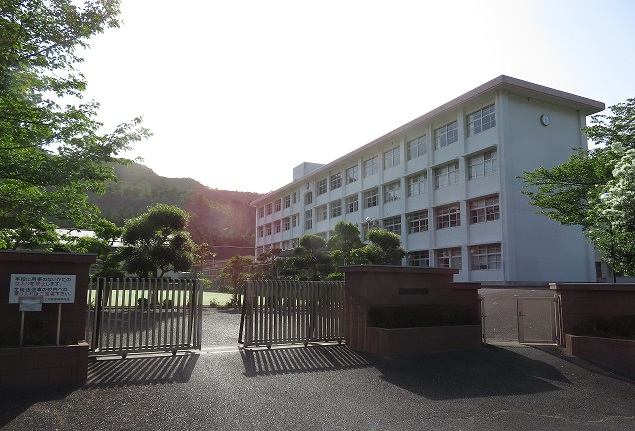
나가사키현립 가미쓰시마 고등학교 전경.

나가사키현립 가미쓰시마 고등학교(일본어: 長崎県立上対馬高等学校)는 나가사키현 쓰시마시에 위치하고 있는 공립 형태를 가진 공업고등학교이다. 그러나 이 학교는 분교로 운영하던 시절이던 1948년 4월 1일 자로 나가사키현립 나가사키 학양 고등학교에서 나가사키현립 쓰시마 고등학교로 관리, 권리, 권한 등을 모두 이전된 뒤 1964년 4월 1일부로 나가사키현립 쓰시마 고등학교로부터 완전히 독립, 분교한 형태로 최초로 개교되어, 현재에 이르고 있다. 그리고 쓰시마섬 최북단이자 나가사키현 전체 최북단에 자리잡은 고등학교로, 대한민국에서 가장 가까운 일본 소재 고등학교 중의 하나이다. 이 학교가 출범되기 전에는 나가사키현립 쓰시마 고등학교와 달리, 쓰시마섬 북부 지역을 관장하게 되는 학교가 분교 형태로 만들어졌지만, 이 분교가 정식 학교로 승격된 뒤로부터는 쓰시마섬 관내 고등학교 3곳 중의 하나이다. 다만, 주요 과목은 운동부와 문화부로 나뉜다. 위치는 나가사키현 쓰시마시 가미쓰시마정 오우라 230번지에 위치하고 있다.

## 여담
- 이 학교는 예전에 부산남고등학교[2]와의 교류한 이력이 한 때 있었다. 그래서 부산남고등학교와 나가사키현립 가미쓰시마 고등학교는 한국과 일본 양국을 사이에 두고 가장 가까이 이어주는 고등학교이다. 양국 고등학교 간의 직선거리로는 56km나 되는 가까운 고등학교이기도 하다.

## 교통편

### 버스 노선
- 버스 노선은 전적으로 쓰시마 교통 소속 버스 노선을 이용하면 고교앞(高校前)이라는 정류소에 정차하면 바로 세워준다.
- 쓰시마 시영버스의 와니우라~히타카쓰 순환선 노선도 역시 이용 가능하다.
  - 소요시간은 이즈하라항에서는 2시간 15분, 쓰시마 공항에서는 1시간 55분, 히타카쓰항에서는 5분이 소요되며, 운임은 히타카쓰항에서 올 경우 한국의 시내버스 기본 요금에 맞먹는 140~150엔만 내면 된다. 다만, 이즈하라항과 쓰시마 공항에서 올 경우 요금은 고속버스 요금으로 징수된다.

### 기타 교통편
- 도로 교통 : 국도 제382호선을 이용하여도 히타카쓰항에서 오우라만을 횡단하는 이 도로의 중간 지점에도 관통된다.
- 항공 교통 : 버스 노선 문단 참조. 다만 항공 교통은 교통 사정이 워낙 열악하기 때문에 상술하게 된 바와 같이 해운 교통을 통해 부산항여객터미널까지 온 뒤, 시내 교통을 이용한 다음 다시 김해국제공항까지 내려온 뒤 인천국제공항으로 향하는 내항기를 이용하면 다시 제3의 외국으로도 접근 가능하다.[3]
- 해운 교통 : 히타카쓰항에서 규슈 유센과의 코드쉐어로 운항중인 비틀호(JR 큐슈 고속선 소속)를 이용하면 하카타항까지 바로 내려온다. 또한 부산항여객터미널로 오는 국제선 배편을 이용하면 부산광역시까지도 접근 역시 가능하다.

## 같이 보기
- 나가사키현립 쓰시마 고등학교
- 나가사키현립 나가사키 학양 고등학교[4]